# Center za socialno psihologijo
Center za socialno psihologijo (kratica CSP) je raziskovalna enota, ki deluje v sklopu Inštituta za družbene vede Fakultete za družbene vede v Ljubljani.
Center izvaja številne raziskave na različnih področjih socialne psihologije. Trenutni vodja centra je dr. Mirjana Ule.